# Arturo Fernández Meyzán
Arturo Fernández Meyzán (3 de febrer de 1906 - 27 de novembre de 1999) fou un futbolista peruà.
Va formar part de l'equip peruà a la Copa del Món de 1930. També participarà en el Campionat sud-americà de 1935, 1937, 1939 i als Jocs Olímpics de 1936. Fou jugador de clubs com Universitario de Deportes i Colo-Colo.
És germà del futbolista Teodoro Fernández Meyzán.